# Polysphincta limata
Polysphincta limata là một loài tò vò trong họ Ichneumonidae.